# Passeggero

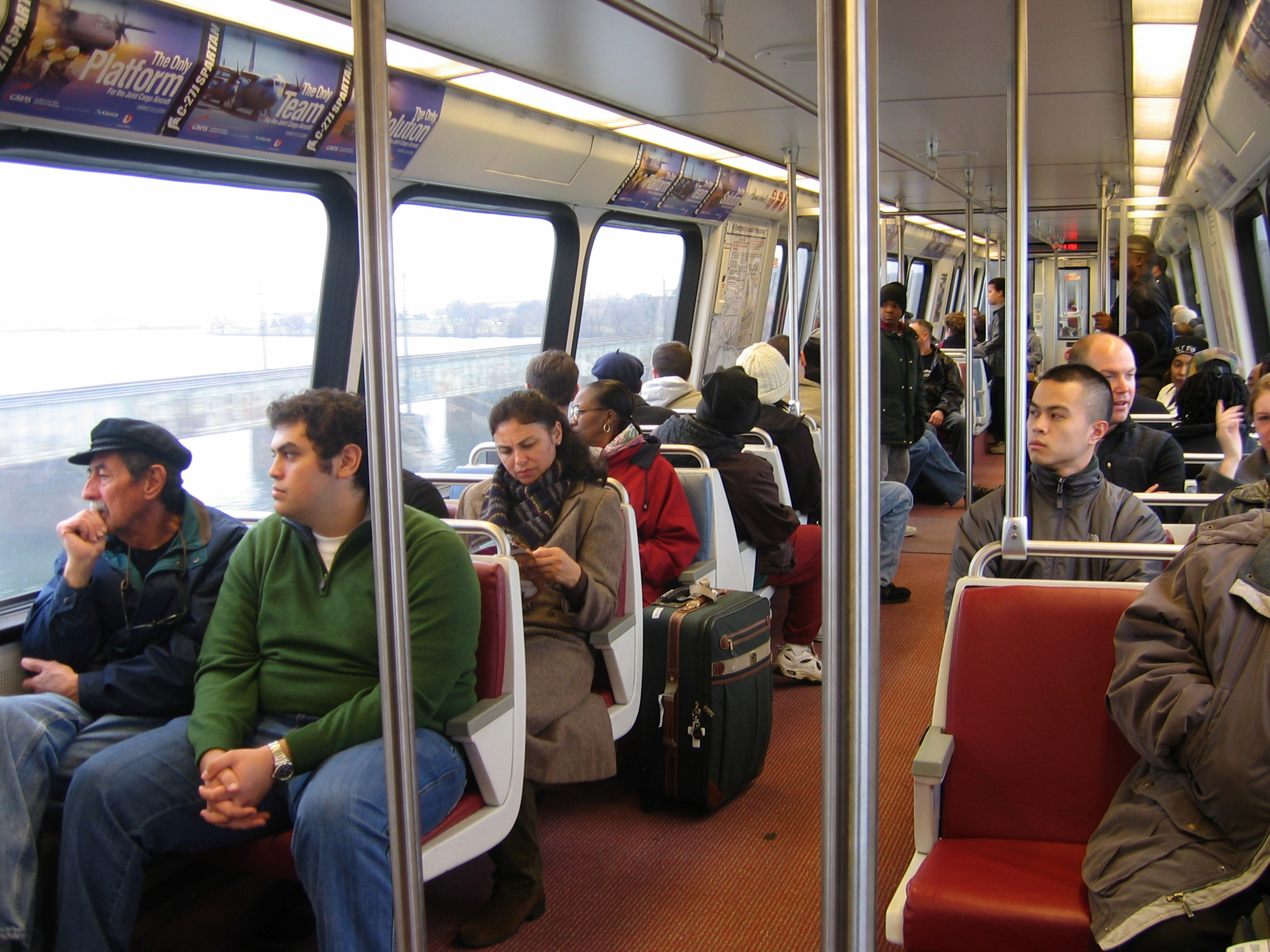
Passeggeri su un treno della metropolitana di Washington

Un passeggero, nell'ambito dei trasporti, è una persona viaggiante su un mezzo di trasporto, non responsabile di alcun compito all'interno del veicolo. In ambito commerciale e turistico il termine passeggero può essere abbreviato con la sigla "pax" (dalla lingua inglese: passenger).
Il sostantivo deriva direttamente dall'aggettivo omonimo che si riferisce, più in generale, a tutto ciò che è di passaggio. In un'automobile il passeggero occupa o il posto accanto al conducente o uno dei sedili posteriori. Su una motocicletta occupa il sellino posteriore o, se questo è presente, il carrozzino.
Il conducente o comandante o pilota e gli eventuali membri dell'equipaggio non sono considerati passeggeri. Ad esempio, un assistente di volo non è considerato un "passeggero", ma un dipendente che viaggia su un veicolo aziendale guidato da un'altra persona è invece considerabile un passeggero.

## Status giuridico
Nella maggior parte delle giurisdizioni nazionali ed internazionali, sono state emanate leggi e disposizioni che dettano precisi obblighi legali del proprietario del veicolo o della nave (o del conducente o comandante o pilota dello stesso) verso i passeggeri. Per quanto riguarda i passeggeri trasportati su automobile o furgone, il conducente può avere un dovere di assistenza al passeggero, in particolare quando il trasporto è a titolo oneroso. Molti paesi richiedono che le automobili siano equipaggiate con misure specifiche per la protezione dei passeggeri, come gli air bag lato passeggero.
Per quanto riguarda i passeggeri sui veicoli, navi o aerei commerciali, sia le leggi nazionali e trattati internazionali (come ad esempio la Convenzione di Varsavia) richiedono che il vettore agisca con diligenza. Il numero di passeggeri che un veicolo o una nave può trasportare legalmente è definita come "capienza".
La Commissione europea ha emanato numerosi principi a tutela dei passeggeri (anche per coloro che soffrano di disabilità e di mobilità ridotta), con specifico riferimento al trasporto aereo, ferroviario, marittimo e per vie navigabili interne o terrestri, nonché del suo bagaglio personale.
In Italia, l'Ente nazionale per l'aviazione civile ha redatto la Carta dei diritti del passeggero e la Carta dei servizi standard aeroportuali. Nella Carta dei Diritti del Passeggero è raccolta in un testo unico la normativa vigente a livello nazionale, comunitario ed internazionale sulle forme di tutela rivendicabili oggi dal passeggero in caso di disservizi, mentre la Carta dei Servizi definisce gli standard qualitativi minimi che devono essere osservati dagli operatori aeroportuali nei servizi forniti ai passeggeri.